# Salsoul Records
Salsoul Records est un label discographique américain de disco et funk, basé à New York, dans l'État de New York
Actif de 1974 à 1985, Salsoul Records a sorti plus de 300 45 tours. Les droits de son catalogue ont appartenu à Verve Records, lui-même racheté en 2015 par BMG. Plusieurs groupes ont été créés par le label lui-même, comme le Salsoul Orchestra.

## Histoire
Le label est fondé en 1974 par les frères Joe, Ken et Stanley Cayre. Ken Cayre recherchait des musiciens de studio pour jouer de la soul de Philadelphie. Il travaillait avec les principaux musiciens de studio du label Philadelphia International Records de Gamble et Huff et de son prédécesseur, Gamble-Huff Productions, ainsi qu'avec les membres fondateurs du groupe MFSB de Philadelphia International.
Gamble et Huff étaient en conflit avec leurs principaux musiciens pour des questions d'affaires et Salsoul saisit rapidement l'occasion de les mettre sous contrat. Parmi ces artistes de soul de Philadelphie, on trouve Vince Montana (arrangements orchestraux et vibrations), Norman Harris (guitare solo et rythmique, arrangements, écriture et production), Ronnie Baker (guitare basse, arrangements et production), Earl Young (batterie et percussions), Bunny Sigler et d'autres. Les 16 coups de la cymbale charleston d'Earl Young sont à l'origine d'un rythme disco classique des années 1970 pour les danseurs. Baker créait un son de basse tonitruant, illustré sur le disque Love is the Message de MFSB.
Baker, Harris et Young signent un contrat avec le groupe First Choice (en), qu'ils emmènent avec eux à Salsoul. Emmené par Rochelle Fleming, le groupe connaît le succès sur le label Philly Groove avec Armed and Extremely Dangerous (1973), que Salsoul acquiert et réédite dans son catalogue classique dans les années 1990. Pour Salsoul, First Choice a enregistré Dr. Love (1977) et Let No Man Put Asunder.

## Discographie notable
- 1992 : The Originals Salsoul Classics, vol. 1 et 2 (Salsoul)
- 1993 : Salsoul Mastercuts, vol. 1 et 2 (Mastercuts)
- 1994 : Salsoul 12" Gold Master Series, vol. 1, 2 et 3
- 1997 : Salsoul Jam 2000 (mixé par Grandmaster Flash) (Salsoul)
- 2000 : Free Soul: The Classics of Salsoul
- 2004 : We funk the best
- 2004 : Salsoul Presents: The Definitive 12" Masters, vol. 1 et 2 (Salsoul/Suss'd)
- 2006 : Salsoul 30th: Encore

## Artistes
- Aurra
- Bunny Sigler
- Carol Williams
- Candido
- Edwin Starr
- First Choice
- Donna Summer
- Double Exposure
- Inner Life
- Instant Funk
- Jocelyn Brown
- Joe Bataan
- The Jimmy Castor Bunch
- Larry Levan
- Leroy Burgess
- Loleatta Holloway
- Love Committee
- Metropolis
- Moment of Truth
- Rafael Cameron
- Ripple
- Silvetti
- The Salsoul Orchestra
- Skyy
- Surface
- Vaughan Mason